# レインボー・シャワー
『レインボー・シャワー』は宝塚歌劇団によって制作された舞台作品。形式名は「グランド・ショー」。月組公演。20場。作・演出は酒井澄夫。併演作品は『恋と霧笛と銀時計』。

## 公演期間と公演場
- 1988年11月11日 - 12月20日　宝塚大劇場[1]
- 1989年3月4日 - 3月29日　東京宝塚劇場[2]

## 解説
※宝塚100年史の宝塚大劇場公演参考。
雨と傘をテーマに、エスニックな色やラテンの香りを加えたパワフルなショー作品。「パープル・レイン」の場面は、永田萌のイラストをモチーフにしている。

## スタッフ
※氏名の後ろに「宝塚」「東京」の文字がなければ両劇場共通。
- 作曲・編曲：寺田瀧雄・筒井広志・西村耕次・服部克久
- 音楽指揮：野村陽児（宝塚）、北沢達雄（東京）
- 振付：羽山紀代美・朱里みさを・県洋二・名倉加代子
- 装置：石濱日出雄・関谷敏昭
- 衣装：静間潮太郎
- 照明：今井直次
- 小道具：万波一重
- 効果：中屋民生
- 音響監督：松永浩志
- 演出補：三木章雄
- 演出助手：木村信司・中村一徳
- 舞台進行：川口俊一
- 制作：飯島健
- 製作担当：柏原正一（東京）

## 主な配役
※宝塚・東京共通。
- 歌手、踊る男S、ダンディー①、青年、美女 - 剣幸
- 踊る女S、蝶々、チャイナー・ガール、スウィングドール - こだま愛
- 歌手、ピエロ、ダンディ② - 涼風真世
- 歌手 - 汝鳥伶
- てんとう虫 - 未沙のえる
- 踊る男A、ダンディ③、ボス - 桐さと実
- 街の女② - 朝凪鈴
- 白い男 - 八汐祐季・久世星佳
- 白い少女、カルナバルの女王 - 若央りさ
- 花の精、中国の少年 - 天海祐希